# Le Castéra
Pour les articles homonymes, voir Castéra.
Le Castéra (Le Casterar en occitan) est une commune française située dans le nord du département de la Haute-Garonne, en région Occitanie. Sur le plan historique et culturel, la commune est dans le pays de Rivière-Verdun, un petit pays d'élection de l'est de la Gascogne, à l'écart des grandes voies de communication, et s'étageant sur les terrasses de la rive gauche de la Garonne, entre la vallée de la Save et la Lomagne, et se prolongeant en Gascogne toulousaine.
Exposée à un climat océanique altéré, elle est drainée par la Save, le Cédat, le Rémoulin, le ruisseau de Tourrompe et par divers autres petits cours d'eau.
Le Castéra est une commune rurale qui compte 797 habitants en 2022, après avoir connu une forte hausse de la population depuis 1975. Elle fait partie de l'aire d'attraction de Toulouse. Ses habitants sont appelés les Castérois ou  Castéroises.
Le patrimoine architectural de la commune comprend un immeuble protégé au titre des monuments historiques : l'église Saint-Jean-Baptiste de Larmont, inscrite en 1979.

## Géographie

### Localisation
La commune du Castéra se trouve dans le département de la Haute-Garonne, en région Occitanie.
Elle se situe à 26 km à vol d'oiseau de Toulouse, préfecture du département, et à 11 km de Léguevin, bureau centralisateur du canton de Léguevin dont dépend la commune depuis 2015 pour les élections départementales.
La commune fait en outre partie du bassin de vie de L'Isle-Jourdain.
Les communes les plus proches sont : 
Bellegarde-Sainte-Marie (1,9 km), Sainte-Livrade (3,6 km), Pradère-les-Bourguets (4,2 km), Garac (4,5 km), Lasserre (4,5 km), Ségoufielle (4,6 km), Menville (4,6 km), Lévignac (4,6 km).
Sur le plan historique et culturel, Le Castéra fait partie du pays de Rivière-Verdun, un petit pays d'élection de l'est de la Gascogne sis à l'écart des grandes voies de communication. Ce territoire s'étage sur les terrasses de la rive gauche de la Garonne, entre la vallée de la Save et la Lomagne, et se prolonge plein est en Gascogne toulousaine.
Le Castéra est limitrophe de six autres communes.
Les communes limitrophes sont  Bellegarde-Sainte-Marie, Lasserre-Pradère, Lévignac, Menville, Sainte-Livrade et Thil.
|                         | Thil             |          |
| Bellegarde-Sainte-Marie | du Castéra       | Menville |
| Sainte-Livrade          | Lasserre-Pradère | Lévignac |

### Géologie et relief
La superficie de la commune est de 1 671 hectares ; son altitude varie de 125  à   284 mètres.

### Hydrographie

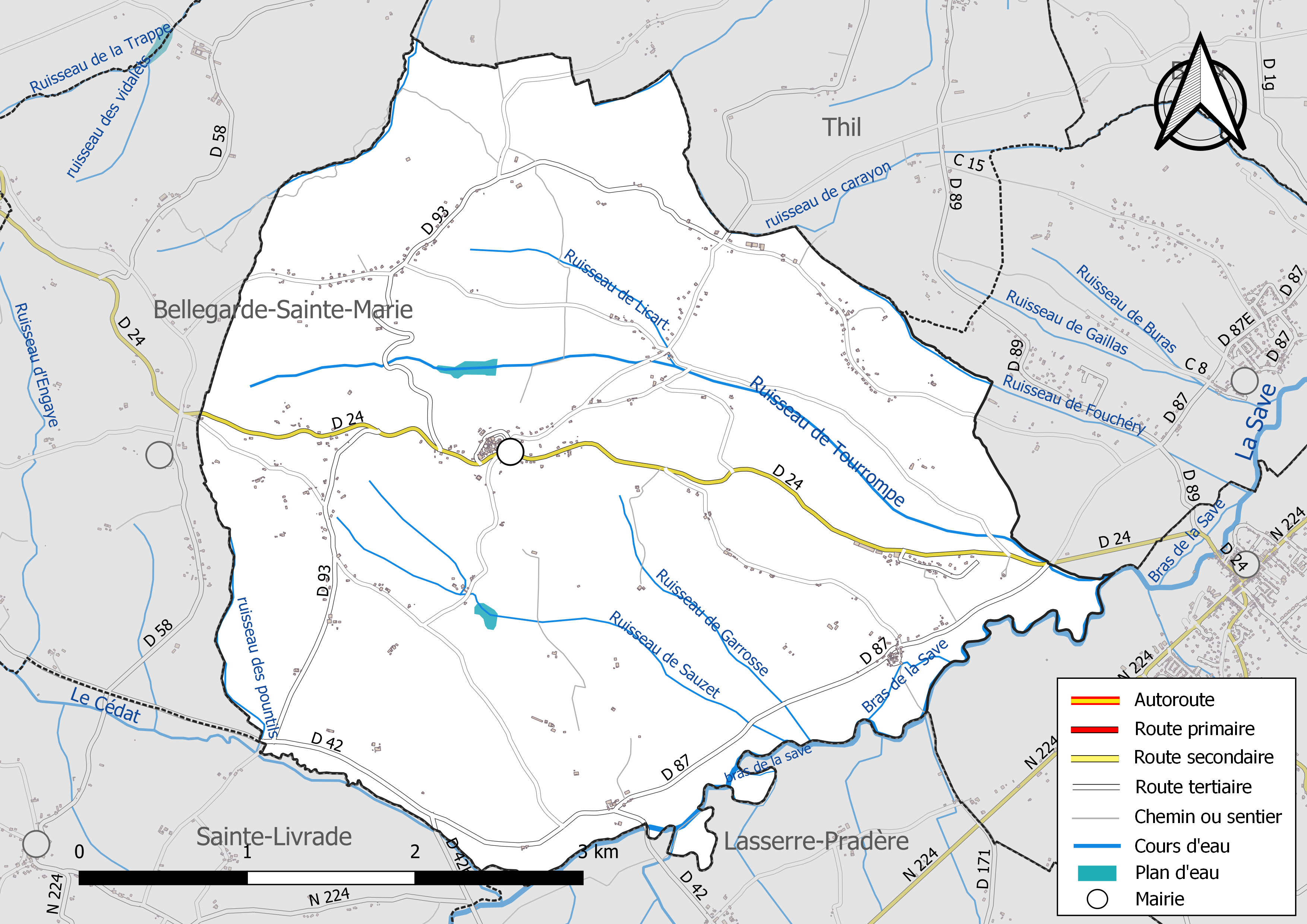
Réseaux hydrographique et routier duCastéra.

La commune est dans le bassin de la Garonne, au sein du bassin hydrographique Adour-Garonne. Elle est drainée par la Save, le Cédat, le Rémoulin, le ruisseau de Tourrompe, un bras de la Save, le ruisseau de carayon, le ruisseau de Fouchéry, le ruisseau de Garrosse, le ruisseau de Licart, le ruisseau de Sauzet, le ruisseau des pountils, et par divers petits cours d'eau, constituant un réseau hydrographique de 19 km de longueur totale,.
La Save, d'une longueur totale de 143 km, prend sa source dans la commune de Lannemezan et s'écoule du sud-ouest vers le nord-est. Elle traverse la commune et se jette dans la Garonne à Grenade, après avoir traversé 46 communes.

### Climat
Pour des articles plus généraux, voir Climat de l'Occitanie et Climat de la Haute-Garonne.
En 2010, le climat de la commune est de type climat du Bassin du Sud-Ouest, selon une étude s'appuyant sur une série de données couvrant la période 1971-2000. En 2020, Météo-France publie une typologie des climats de la France métropolitaine dans laquelle la commune est exposée à un climat océanique altéré et est dans la région climatique Aquitaine, Gascogne, caractérisée par une pluviométrie abondante au printemps, modérée en automne, un faible ensoleillement au printemps, un été chaud (19,5 °C), des vents faibles, des brouillards fréquents en automne et en hiver et des orages fréquents en été (15 à 20 jours).
Pour la période 1971-2000, la température annuelle moyenne est de 13,8 °C, avec une amplitude thermique annuelle de 15,8 °C. Le cumul annuel moyen de précipitations est de 730 mm, avec 9,7 jours de précipitations en janvier et 5,7 jours en juillet. Pour la période 1991-2020, la température moyenne annuelle observée sur la station météorologique la plus proche, située sur la commune de Blagnac à 21 km à vol d'oiseau, est de 14,2 °C et le cumul annuel moyen de précipitations est de 627,0 mm,. Pour l'avenir, les paramètres climatiques de la commune estimés pour 2050 selon différents scénarios d'émission de gaz à effet de serre sont consultables sur un site dédié publié par Météo-France en novembre 2022.

### Milieux naturels et biodiversité
Aucun espace naturel présentant un intérêt patrimonial n'est recensé sur la commune dans l'inventaire national du patrimoine naturel,,.

## Urbanisme

### Typologie
Au 1er janvier 2024, Le Castéra est catégorisée commune rurale à habitat dispersé, selon la nouvelle grille communale de densité à sept niveaux définie par l'Insee en 2022.
Elle est située hors unité urbaine. Par ailleurs la commune fait partie de l'aire d'attraction de Toulouse, dont elle est une commune de la couronne,. Cette aire, qui regroupe 527 communes, est catégorisée dans les aires de 700 000 habitants ou plus (hors Paris),.

### Lieux-dits et hameaux
Deux hameaux, Larmont et Pradère, font partie de la commune.
- Larmont était jusqu'à la révolution française une commanderie qui fut d'abord du Temple puis de l'ordre de Saint-Jean de Jérusalem (Grand prieuré de Toulouse).

### Voies de communication et transports
En termes de route, la D24 permet de rejoindre Bellegarde-Sainte-Marie (à l'ouest) et Lévignac (à l'est). De plus, la D93 rejoint Thil (au nord).
Pour le train, la gare de Mérenvielle, sur la ligne Toulouse - Auch est accessible grâce à la D93, puis la D42 et enfin la D42b.
Enfin, pour l'avion, l'aéroport de Toulouse-Blagnac peut être rejoint depuis le Castéra grâce à la D93 puis la D1 ou encore en rejoignant l'Isle-Jourdain pour ensuite prendre la voie rapide jusqu'à Toulouse.

### Risques majeurs
Le territoire de la commune duCastéra est vulnérable à différents aléas naturels : météorologiques (tempête, orage, neige, grand froid, canicule ou sécheresse), inondations et séisme (sismicité très faible). Un site publié par le BRGM permet d'évaluer simplement et rapidement les risques d'un bien localisé soit par son adresse soit par le numéro de sa parcelle.
Certaines parties du territoire communal sont susceptibles d’être affectées par le risque d’inondation par débordement de cours d'eau, notamment la Save. La commune a été reconnue en état de catastrophe naturelle au titre des dommages causés par les inondations et coulées de boue survenues en 1982, 1988, 1999, 2000 et 2009,.

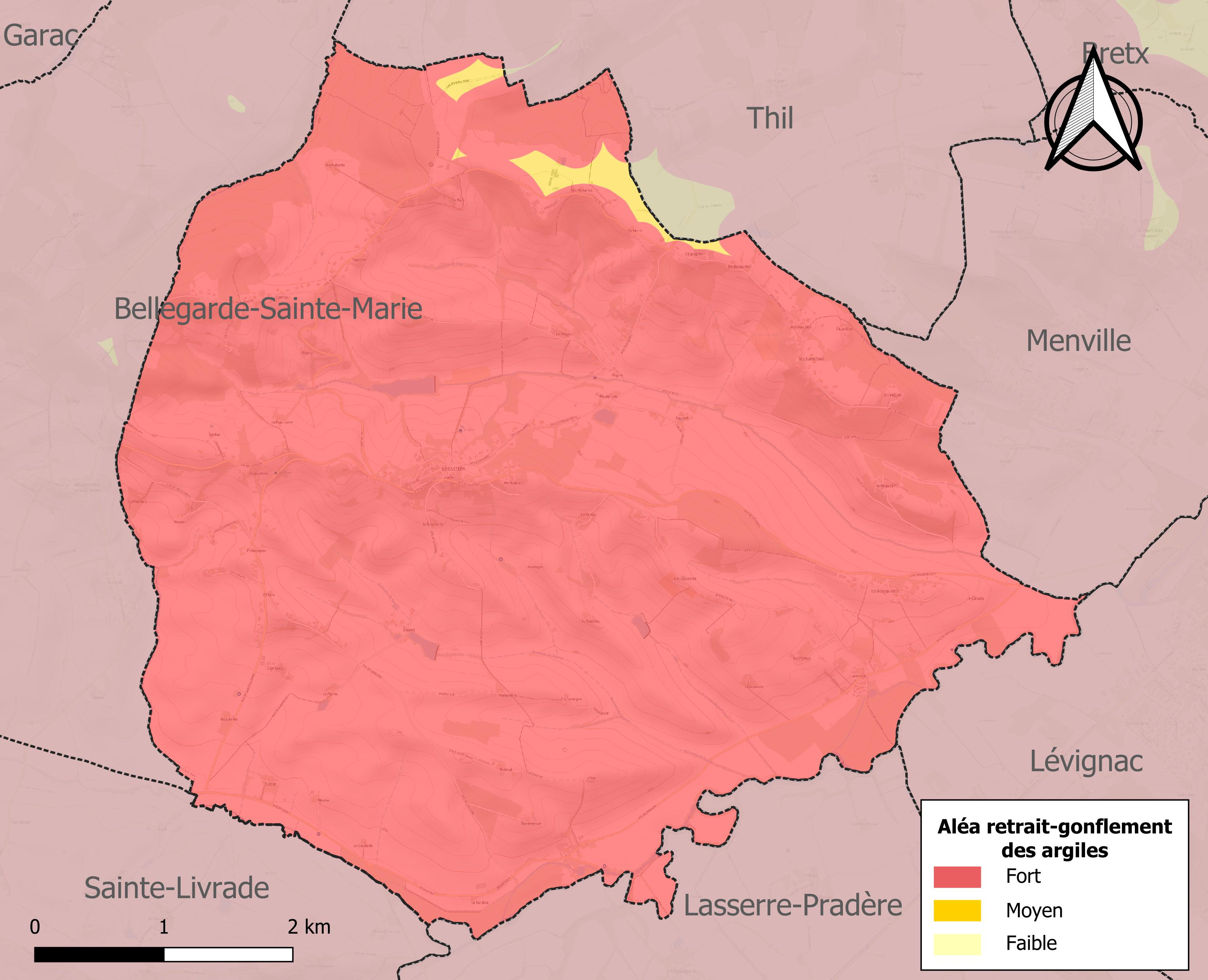
Carte des zones d'aléa retrait-gonflement des sols argileux duCastéra.

Le retrait-gonflement des sols argileux est susceptible d'engendrer des dommages importants aux bâtiments en cas d’alternance de périodes de sécheresse et de pluie. La totalité de la commune est en aléa moyen ou fort (88,8 % au niveau départemental et 48,5 % au niveau national). Sur les 328 bâtiments dénombrés sur la commune en 2019, 328 sont en aléa moyen ou fort, soit 100 %, à comparer aux 98 % au niveau départemental et 54 % au niveau national. Une cartographie de l'exposition du territoire national au retrait gonflement des sols argileux est disponible sur le site du BRGM,.
Par ailleurs, afin de mieux appréhender le risque d’affaissement de terrain, l'inventaire national des cavités souterraines permet de localiser celles situées sur la commune.
Concernant les mouvements de terrains, la commune a été reconnue en état de catastrophe naturelle au titre des dommages causés par la sécheresse en 1989, 1991, 1998, 2000, 2002, 2003, 2008, 2011 et 2015 et par des mouvements de terrain en 1999.

## Toponymie
Castrum, qui signifie place romaine fortifiée en latin vulgaire, est à l'origine du nom de la commune, le mot ayant évolué en occitan médiéval en Casterar, orthographié Castéra en français.

## Histoire

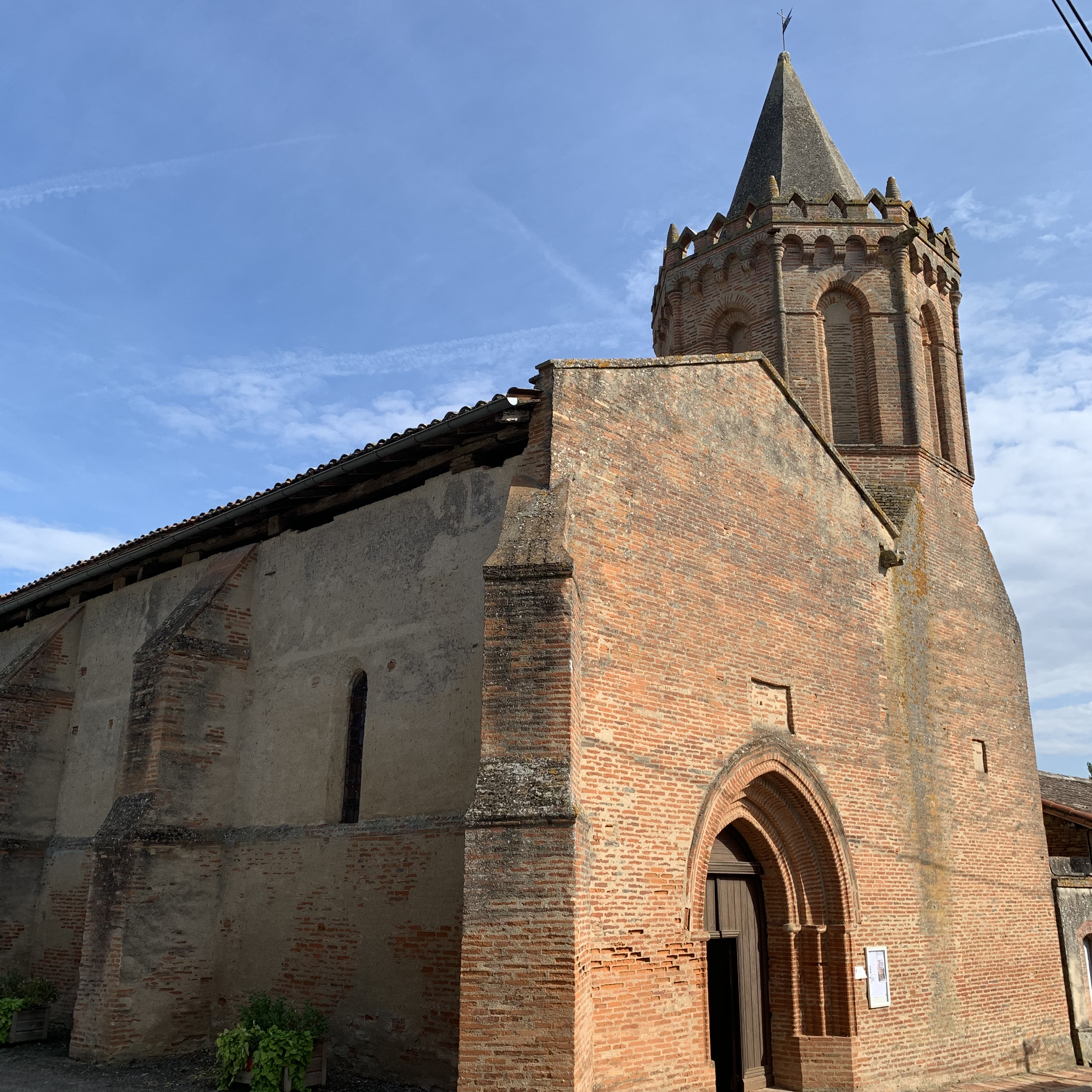
Église Saint-Jean-Baptiste de Larmont.

Le Castéra faisait partie du Comté de l’Isle Jourdain de 1040 à 1466 puis devient seigneurie du Castéra et Pradère sous la coupe d'Étienne de Vignolles.

### Les Templiers et les Hospitaliers
L'église Saint-Jean-Baptiste de Larmont est une ancienne commanderie donnée en 1221 aux Templiers. Elle fut détruite par les Hospitaliers en 1544 pour en édifier une nouvelle. Datant du XIIe siècle, elle a été inscrite au titre des monuments historiques en 1979,.

## Politique et administration

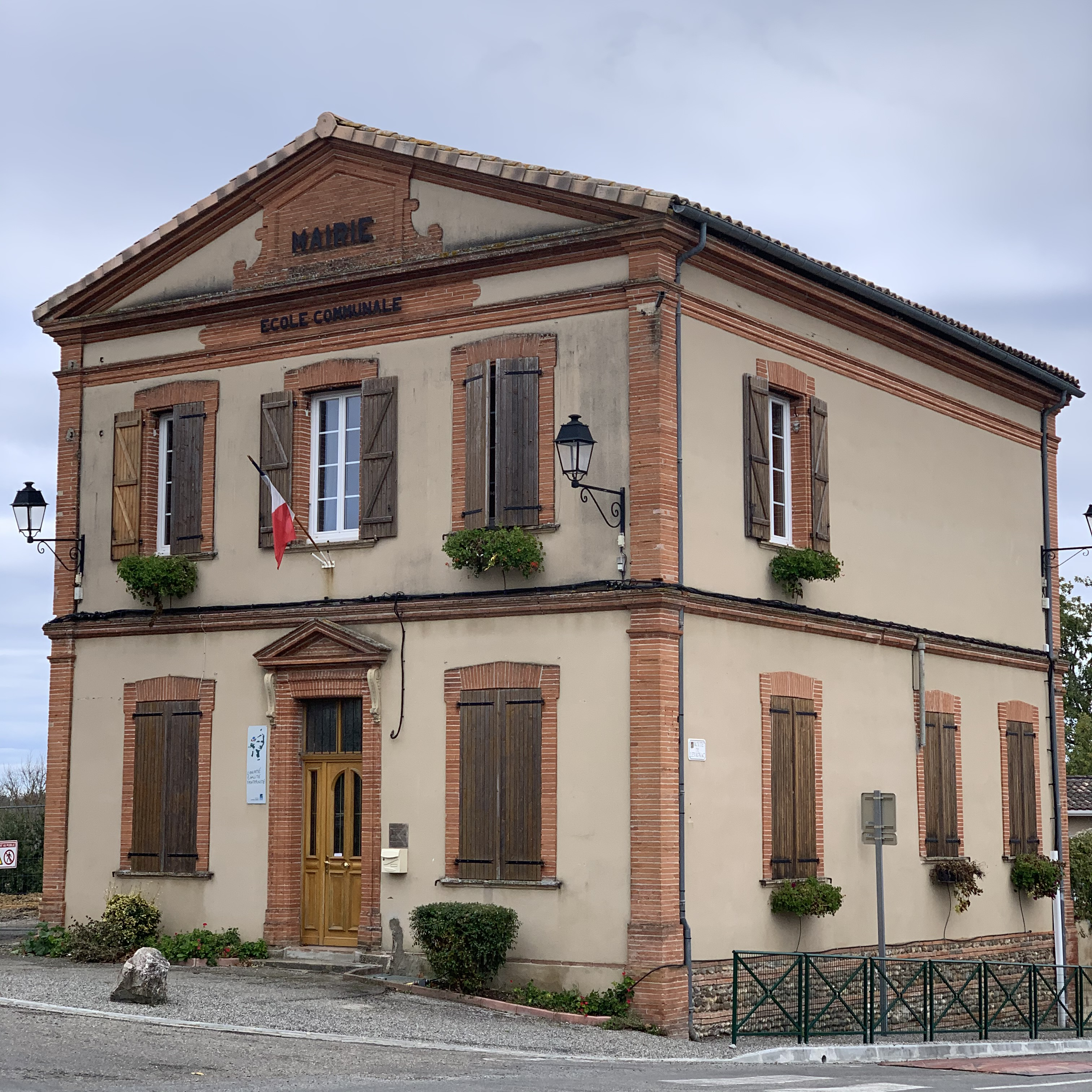
La Mairie

### Administration municipale
Le nombre d'habitants au recensement de 2017 étant compris entre 500 habitants et 1 499 habitants, le nombre de membres du conseil municipal pour l'élection de 2020 est de quinze,.

### Rattachements administratifs et électoraux
Commune faisant partie de la sixième circonscription de la Haute-Garonne, de la communauté de communes des Hauts Tolosans et du canton de Léguevin (avant le redécoupage départemental de 2014, Le Castéra faisait partie de l'ex-canton de Cadours) et avant le 1er janvier 2017 de la communauté de communes des Coteaux de Cadours.

## Population et société

### Démographie
L'évolution du nombre d'habitants est connue à travers les recensements de la population effectués dans la commune depuis 1793. Pour les communes de moins de 10 000 habitants, une enquête de recensement portant sur toute la population est réalisée tous les cinq ans, les populations de référence des années intermédiaires étant quant à elles estimées par interpolation ou extrapolation. Pour la commune, le premier recensement exhaustif entrant dans le cadre du nouveau dispositif a été réalisé en 2006.

En 2022, la commune comptait 797 habitants, en évolution de +6,27 % par rapport à 2016 (Haute-Garonne : +8,02 %, France hors Mayotte : +2,11 %).
| 1793  | 1800 | 1806 | 1821 | 1831 | 1836 | 1841 | 1846 | 1851 |
| ----- | ---- | ---- | ---- | ---- | ---- | ---- | ---- | ---- |
| 1 120 | 850  | 983  | 985  | 954  | 900  | 890  | 840  | 808  |

| 1856 | 1861 | 1866 | 1872 | 1876 | 1881 | 1886 | 1891 | 1896 |
| ---- | ---- | ---- | ---- | ---- | ---- | ---- | ---- | ---- |
| 805  | 840  | 840  | 792  | 732  | 739  | 686  | 628  | 569  |

| 1901 | 1906 | 1911 | 1921 | 1926 | 1931 | 1936 | 1946 | 1954 |
| ---- | ---- | ---- | ---- | ---- | ---- | ---- | ---- | ---- |
| 512  | 496  | 495  | 424  | 458  | 435  | 413  | 381  | 371  |

| 1962 | 1968 | 1975 | 1982 | 1990 | 1999 | 2006 | 2011 | 2016 |
| ---- | ---- | ---- | ---- | ---- | ---- | ---- | ---- | ---- |
| 362  | 322  | 305  | 395  | 455  | 597  | 715  | 808  | 750  |

| 2021 | 2022 | - | - | - | - | - | - | - |
| ---- | ---- | - | - | - | - | - | - | - |
| 771  | 797  | - | - | - | - | - | - | - |

| selon la population municipale des années : | 1968 | 1975 | 1982 | 1990 | 1999 | 2006 | 2009 | 2013 |
| Rang de la commune dans le département      | 219  | 233  | 189  | 211  | 182  | 191  | 187  | 185  |
| Nombre de communes du département           | 592  | 582  | 586  | 588  | 588  | 588  | 589  | 589  |

### Enseignement
Le Castéra fait partie de l'académie de Toulouse.
L'éducation est assurée par un regroupement pédagogique intercommunal avec les communes de Bellegarde-Sainte-Marie et Garac pour les classes de la maternelle au primaire. Dans la commune se trouve l'école Jean-Louis Étienne qui accueille les enfants de la maternelle et du cours préparatoire. De plus, les collégiens vont au colège de Cadours.
Pour la rentrée scolaire 2021 une nouvelle école accueille les élèves sur la commune.

### Santé
Centre communal d'action sociale,

### Activités sportives
Pétanque, chasse, cyclisme, circuits de randonnées, centre de loisirs

### Culture et festivité
Belote, comité des fêtes, fête locale, vide-greniers,

### Écologie et recyclage
La collecte et le traitement des déchets des ménages et des déchets assimilés ainsi que la protection et la mise en valeur de l'environnement se font dans le cadre de la communauté de communes des Coteaux de Cadours.
Une déchèterie est présente sur la commune de Cadours,.

## Économie

### Revenus
En 2018 (données Insee publiées en septembre 2021), la commune compte 293 ménages fiscaux, regroupant 776 personnes. La médiane du revenu disponible par unité de consommation est de 25 810 € (23 140 € dans le département).

### Emploi
|                | 2008  | 2013  | 2018  |
| -------------- | ----- | ----- | ----- |
| Commune        | 3 %   | 5,2 % | 6,7 % |
| Département    | 7,7 % | 9,6 % | 9,3 % |
| France entière | 8,3 % | 10 %  | 10 %  |

En 2018, la population âgée de 15 à 64 ans s'élève à 478 personnes, parmi lesquelles on compte 79,4 % d'actifs (72,7 % ayant un emploi et 6,7 % de chômeurs) et 20,6 % d'inactifs,. Depuis 2008, le taux de chômage communal (au sens du recensement) des 15-64 ans est inférieur à celui de la France et du département.
La commune fait partie de la couronne de l'aire d'attraction de Toulouse, du fait qu'au moins 15 % des actifs travaillent dans le pôle,. Elle compte 92 emplois en 2018, contre 110 en 2013 et 85 en 2008. Le nombre d'actifs ayant un emploi résidant dans la commune est de 352, soit un indicateur de concentration d'emploi de 26,3 % et un taux d'activité parmi les 15 ans ou plus de 65,7 %.
Sur ces 352 actifs de 15 ans ou plus ayant un emploi, 64 travaillent dans la commune, soit 18 % des habitants. Pour se rendre au travail, 89,6 % des habitants utilisent un véhicule personnel ou de fonction à quatre roues, 2,2 % les transports en commun, 3,5 % s'y rendent en deux-roues, à vélo ou à pied et 4,7 % n'ont pas besoin de transport (travail au domicile).

### Activités hors agriculture

#### Secteurs d'activités
45 établissements sont implantés  au Castéra au 31 décembre 2019. Le tableau ci-dessous en détaille le nombre par secteur d'activité et compare les ratios avec ceux du département,.
| Secteur d'activité                                                                                        | Commune | Commune | Département |
| Secteur d'activité                                                                                        | Nombre  | %       | %           |
| --- | ------- | ------- | ----------- |
| Ensemble                                                                                                  | 45      |         |             |
| Industrie manufacturière, industries extractives et autres                                                | 6       | 13,3 %  | (5,7 %)     |
| Construction                                                                                              | 10      | 22,2 %  | (12 %)      |
| Commerce de gros et de détail, transports, hébergement et restauration                                    | 10      | 22,2 %  | (25,9 %)    |
| Information et communication                                                                              | 1       | 2,2 %   | (4,1 %)     |
| Activités immobilières                                                                                    | 2       | 4,4 %   | (4,2 %)     |
| Activités spécialisées, scientifiques et techniques et activités de services administratifs et de soutien | 6       | 13,3 %  | (19,8 %)    |
| Administration publique, enseignement, santé humaine et action sociale                                    | 6       | 13,3 %  | (16,6 %)    |
| Autres activités de services                                                                              | 4       | 8,9 %   | (7,9 %)     |

Le secteur du commerce de gros et de détail, des transports, de l'hébergement et de la restauration est prépondérant sur la commune puisqu'il représente 22,2 % du nombre total d'établissements de la commune (10 sur les 45 entreprises implantées  au Le Castéra), contre 25,9 % au niveau départemental.

#### Entreprises et commerces
Commune rurale avec une agriculture basée sur la culture de céréales (maïs, blé…) mais tend à diminuer en faveur de zones résidentielles liées à la proximité de l'agglomération toulousaine.

### Agriculture
La commune est dans les « Coteaux du Gers », une petite région agricole occupant une partie nord-ouest du département de la Haute-Garonne, caractérisée par une succession de coteaux peu accidentés, les surfaces cultivées étant entièrement dévolues aux grandes cultures. En 2020, l'orientation technico-économique de l'agriculture sur la commune est la culture de céréales et/ou d'oléoprotéagineuses.
|               | 1988  | 2000  | 2010  | 2020  |
| ------------- | ----- | ----- | ----- | ----- |
| Exploitations | 28    | 22    | 15    | 15    |
| SAU (ha)      | 1 063 | 1 338 | 1 537 | 1 342 |

Le nombre d'exploitations agricoles en activité et ayant leur siège dans la commune est passé de 28 lors du recensement agricole de 1988  à 22 en 2000 puis à 15 en 2010 et enfin à 15 en 2020, soit une baisse de 46 % en 32 ans. Le même mouvement est observé à l'échelle du département qui a perdu pendant cette période 57 % de ses exploitations,. La surface agricole utilisée sur la commune a quant à elle augmenté, passant de 1 063 ha en 1988 à 1 342 ha en 2020. Parallèlement, la surface agricole utilisée moyenne par exploitation a augmenté, passant de 38 à 89 ha.

## Culture locale et patrimoine

### Lieux et monuments
- Chapelle Saint-Symphorien.
- Église Saint-Eutrope.

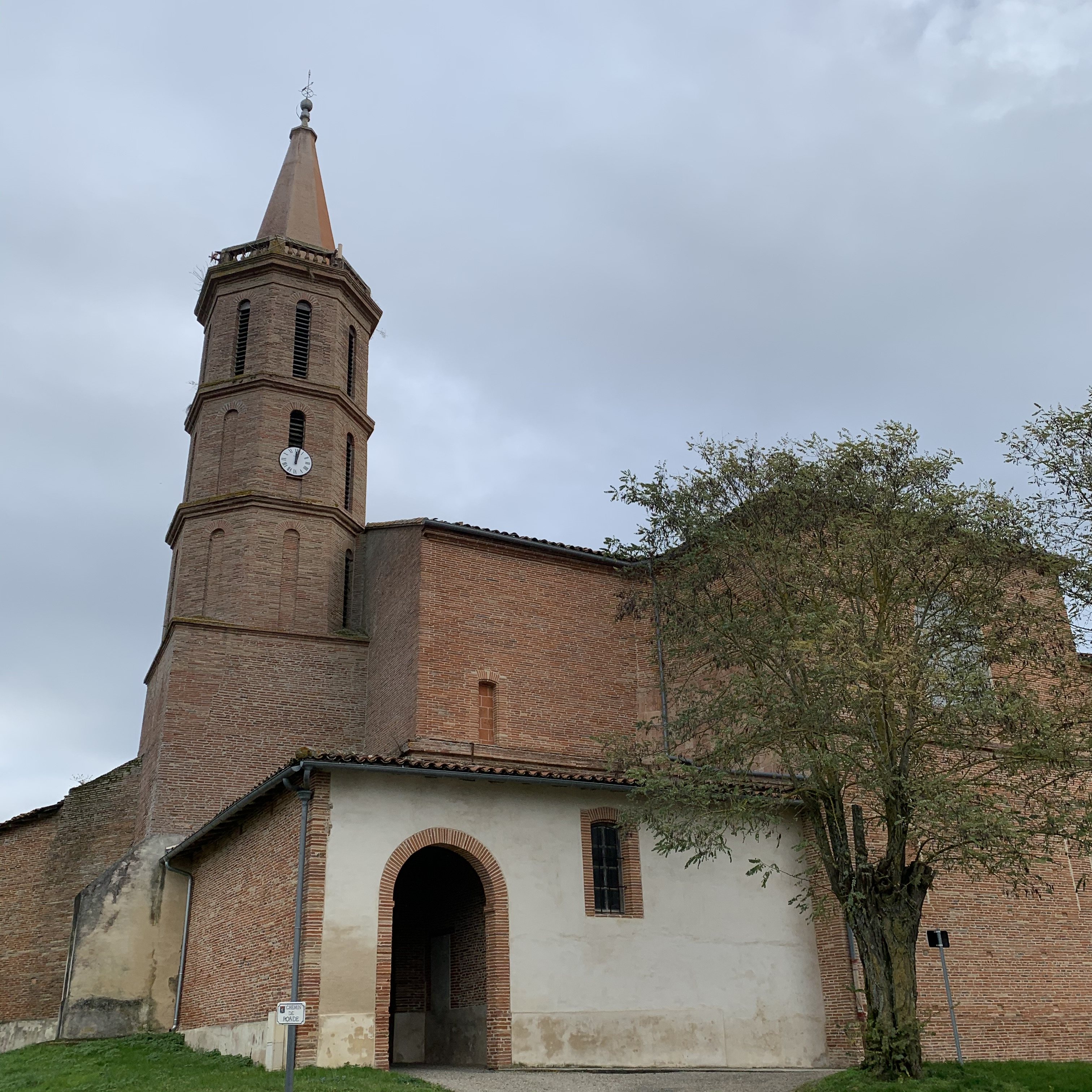
Église Saint-Eutrope, depuis le cimetière.
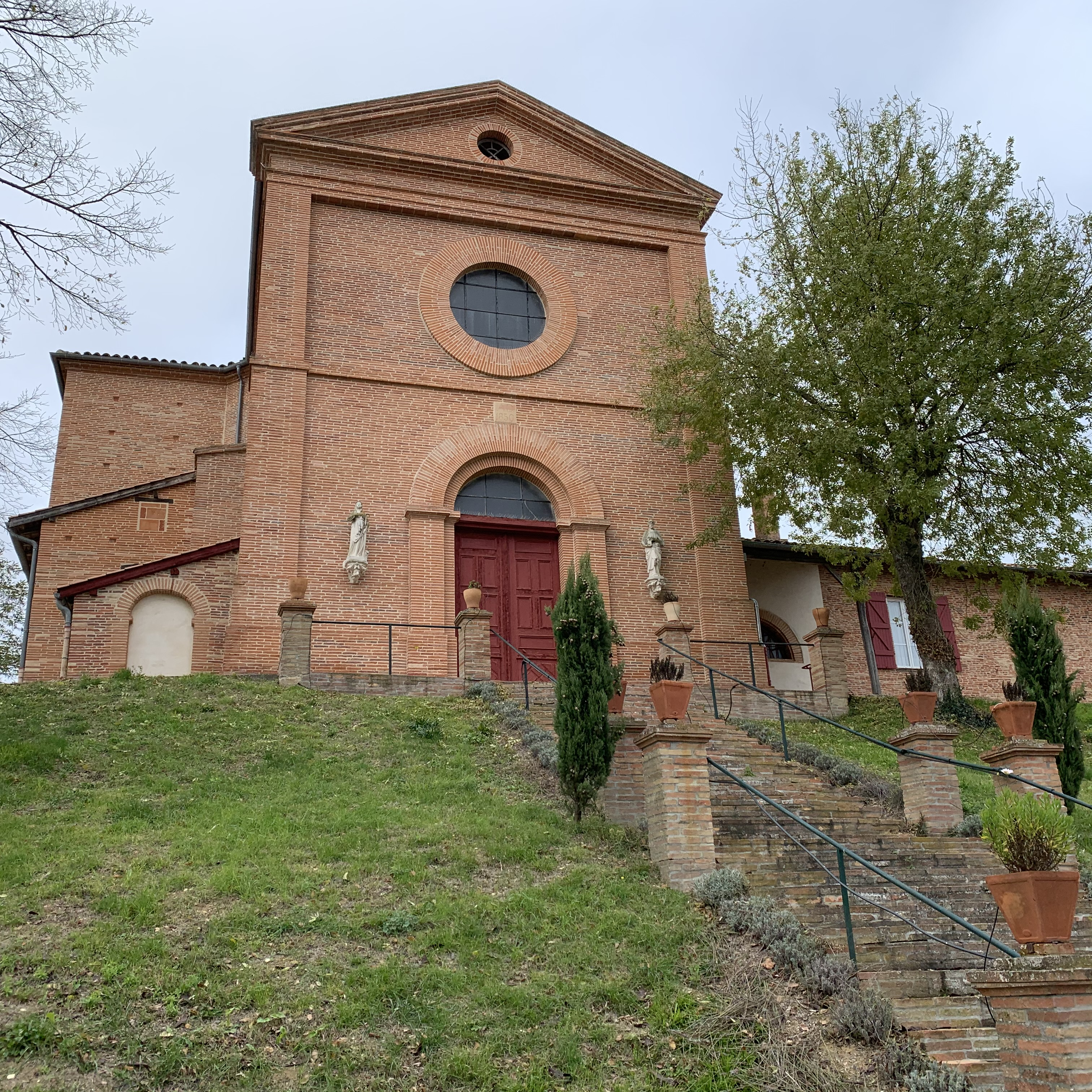
Façade de l'église Saint-Eutrope.
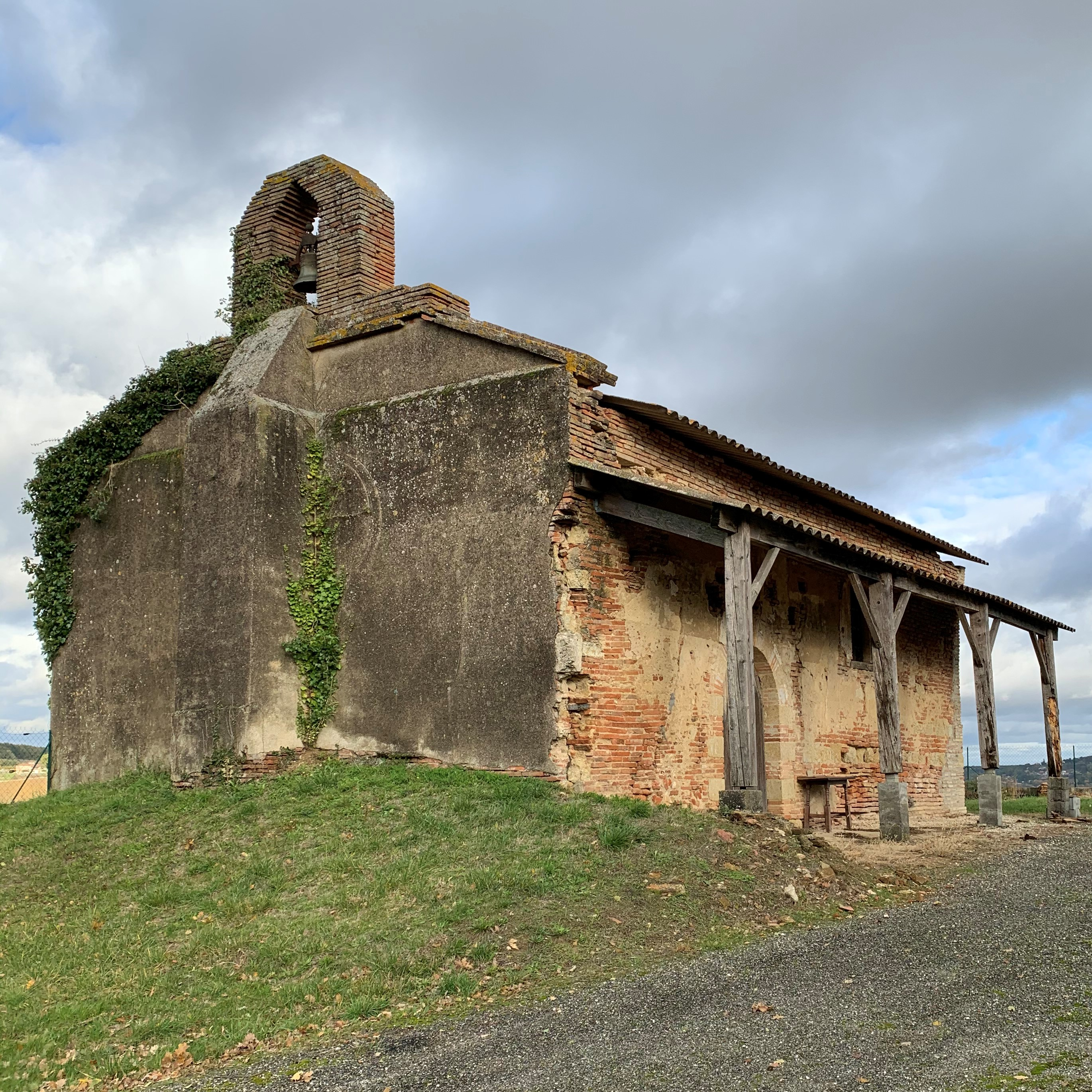
Chapelle Saint-Symphorien.

### Personnalités liées à la commune
- Marcel Berger.
- Étienne de Vignolles dit La Hire, seigneur du Castéra, qui passera à la postérité en devenant le valet de cœur de nos jeux de cartes[48].

### Héraldique
| Le Castéra | Son blasonnement est : Dazur au lion d'or armé et lampassé d'argent, au chef cousu de gueules chargé de trois besants d'or. |

## Pour approfondir